# Jean Barbier (1892-1979)
Pour les articles homonymes, voir Jean Barbier (homonymie) et Barbier.
Jean Barbier, né le 23 décembre 1892 à La Verpillière (Isère) et mort le 4 février 1979 à Nice, est un homme politique français. Instituteur à Vichy engagé avec la Section française de l'Internationale ouvrière (SFIO), il est élu député de l'Allier en mai 1936, mais démissionne dès septembre suivant. À la Libération de la France, il devient maire provisoire de Vichy, ne retrouvant pas de mandat par la suite.

## Biographie

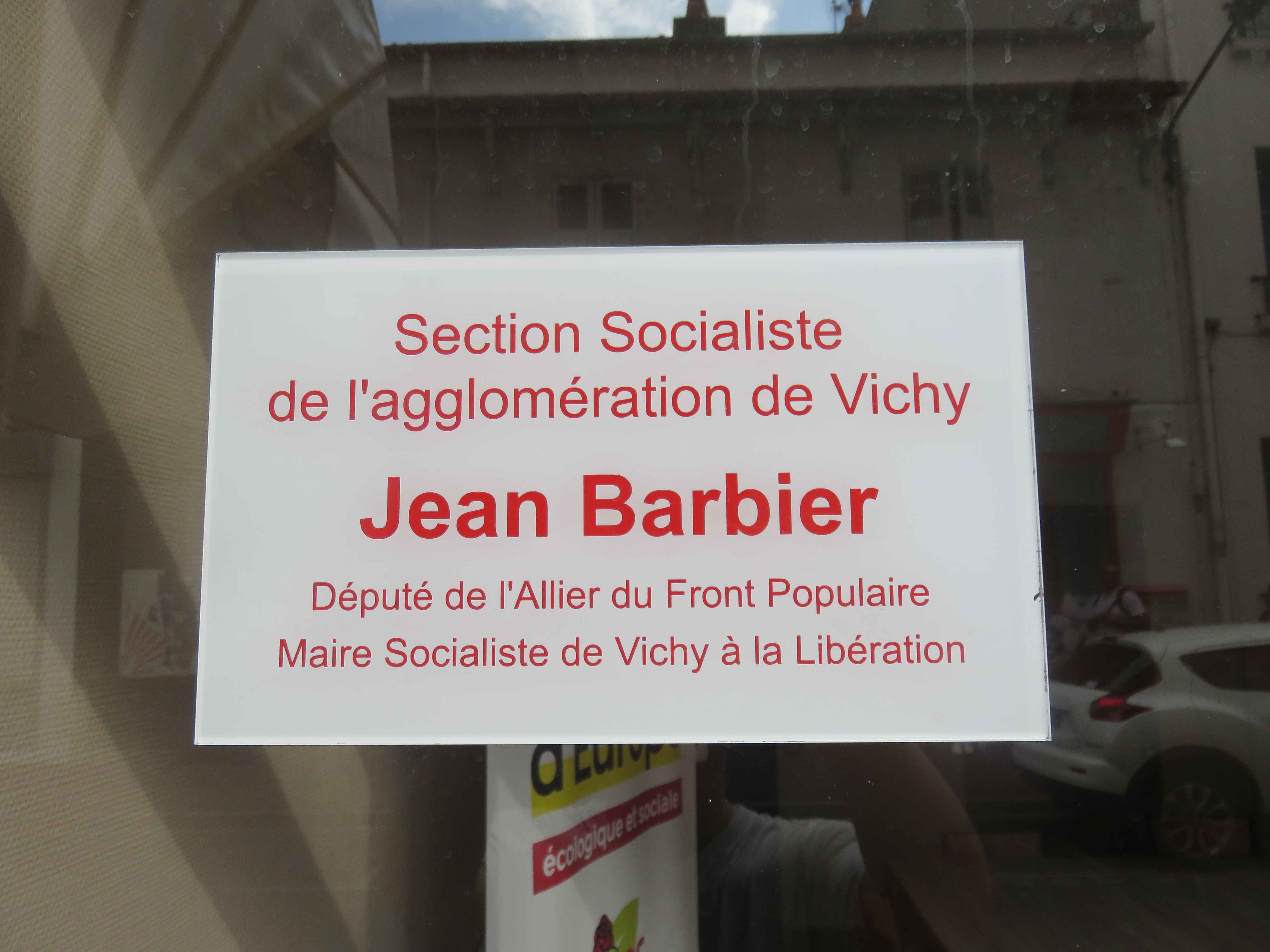
Plaque de la section socialiste de Vichy, portant le nom de Jean Barbier.

Instituteur à l'école Carnot, à Vichy, directeur de l'École primaire supérieure de Vichy puis directeur des cours professionnels et directeur de l'école de dessin de la même ville, Jean Barbier se présente, dans l'Allier, aux élections cantonales de 1934, aux élections municipales de 1935 et aux élections législatives de 1936 dans la circonscription de Lapalisse, sous l'étiquette de la SFIO. Lors de cette élection il devance le député sortant et ministre, Lucien Lamoureux, élu sans discontinuer depuis 1919 et est élu au second tour avec 66 % des voix.
Il démissionne, pour des raisons personnelles, le 28 septembre 1936 et permet ainsi à Lucien Lamoureux de reconquérir son siège, le 3 janvier 1937. A la Libération, Jean Barbier est nommé maire provisoire de Vichy, mais battu aux élections municipales et cantonales qui suivent. Après avoir été durant quelque temps à la direction du journal socialiste Le Cri social, il quitte la vie politique vers 1950.